# Дитрих, Константин Августович
Константин Августович Дитрих ( 1879, Варшава — 24 декабря 1937) — российский и советский скульптор.

## Биография
Константин Дитрих родился в 1879 году в Варшаве в семье каменотёса. Старший брат – Дитрих, Леопольд Августович, тоже скульптор. В начале 1900-х годов вместе с семьёй переехал в Екатеринодар (ныне Краснодар). Жил и работал в Краснодаре.
Автор самого первого памятника В.И. Ленину в СССР.
В 1937 году был арестован НКВД по сфабрикованному делу, скончался в заключении от паралича сердца.

## Работы К. А. Дитриха
- Памятник В.И. Ленину в Краснодаре из гипса (выполнен к похоронам В.И Ленина 27 января 1924). Был установлен перед зданием городского совета (1924)
- Памятник В.И. Ленину в Краснодаре в Вишняковском сквере (1925)

Памятник В.И. Ленину в Краснодаре в Вишняковском сквере

- Бюст Максима Горького в парке А. М. Горького в Краснодаре (1932)
- Колоннада и лестница в парке А. М. Горького в Краснодаре (1932)
- Памятники на Всесвятском кладбище в Краснодаре